# Camponotus bactrianus
Camponotus bactrianus är en myrart som beskrevs av Bohdan Pisarski 1967. Camponotus bactrianus ingår i släktet hästmyror, och familjen myror. Inga underarter finns listade.